# Mušelín

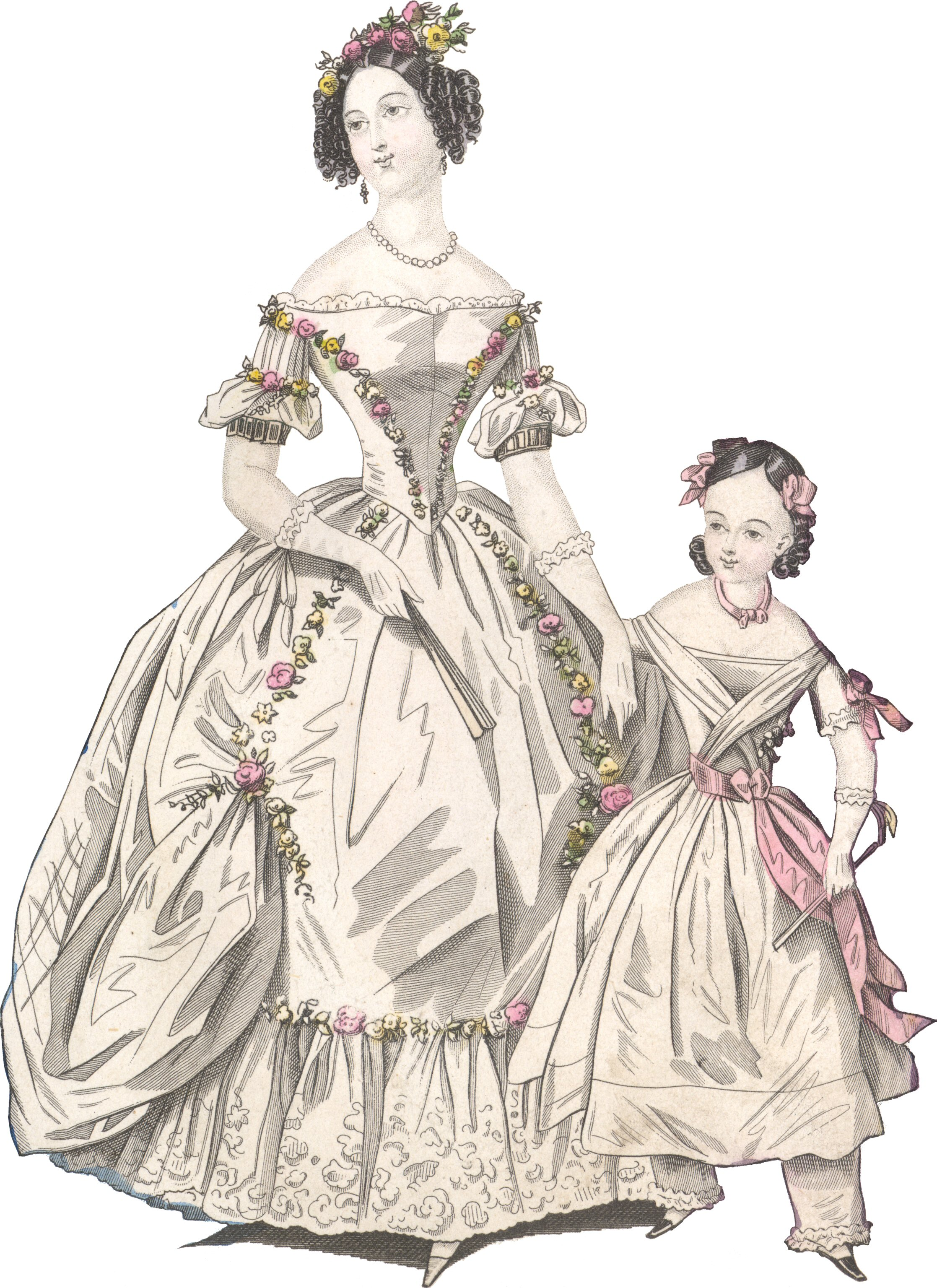
Hedvábný mušelín z roku 1838

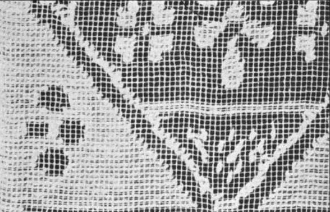
Bavlněný mušelín:Žakárové vzory na perlince (osnova 9 tex, útek 10 tex, vzory 59 tex, výroba cca 1920)

Mušelín (angl.: muslin, něm.: Mousselin) je typ volně tkané bavlněné látky, původem ze Středního východu, který se v Evropě poprvé objevil v 17. století. Na konci 18. století se stal velmi populární ve Francii.

## Druhy mušelínu
Mušelín je nejběžnější jako nebělená, nebo bílá látka, vyráběná z mykané bavlněné příze. Často se používá při výrobě vzorů pro oděvy, nebo záclony a opony, ovšem dá se použít i v čalounictví. Mušelín je prodyšný a je dobrou volbou pro oděvy v horkém, suchém klimatu. 
Z dřívější výroby (asi do konce 20. století) byl známý také:
- Bavlněný tzv. „mako-mušelín“ byl mercerovaný batist z velmi jemné česané příze (7-8 tex). Používal se na dámské spodní a noční prádlo.[1][2] V Indii se koncem 18. století měly vyrábět mušelíny z ručně předené bavlněné příze s jemností pod 2,5 tex.[3]
- Vlněný mušelín tkaný z česané příze, obvykle v jemnosti 28 tex, výrobky z jemnějších přízí se nazývaly „monsseline cachemire“. Vlněný mušelín se používá na šaty a halenky.[4]
- Mušelín z přírodního hedvábí vyráběný jako jednobarevná nebo potištěná tkanina. Obvykle se žehlil nebo kalandroval, tkanina se používala na společenské šaty a halenky.[5]

## Původ slova

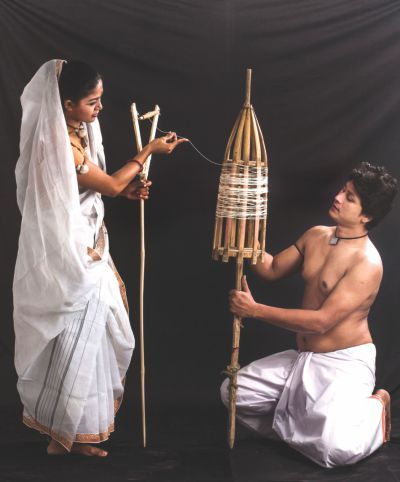
Tradiční jemný mušelín (poutač k Festivalu mušelínů v Dháce)

S oděvy z mušelínu obchodovali už staří Řekové s východoindickým přístavním městem Machilipatnam, v dobách antiky známého jako Maisolos (Masalia). Někteří lidé věří, že slovo mušelín (anglicky muslin) pochází ze jména Maisolos. Marco Polo, slavný cestovatel, navštívil království Kakatiya, ve kterém se nacházelo město Machilipatnam a chválil tamní mušelíny. Jiný pohled na původ slova je ten, že látka získala své jméno podle města, kde se s ní Evropané poprvé setkali, v Mosulu, dnešním Iráku, ale látka vlastně pochází z města Dháka, dnešního hlavního města Bangladéše. (V únoru 2016 se konal v Dháce Festival mušelinů, který měl pomoct oživit bengálskou tradiční výrobu jemných mušelínů – viz snímek vpravo) V roce 1298 popsal mušelín Marco Polo ve své knize Milion. Říká, že se vyrábí v iráckém Mosulu, a dále jej prodávají kupci zvaní „Musolini.“

## Využití
[zdroj?]

### Výroba šatů a šití
Během prošívání může krejčí použitím levných mušelínových látek zkoušet kvalitu oděvu, dříve než začne stříhat drahé látky, čímž se vyhne potenciálním nákladným chybám. Mušelínové oděvy se často nazývají mušelín. S dostupností levných syntetických látek, které se podobají drahým přírodním látkám, se může nazývat mušelín i zkoušení nebo úprava látky, která je vyrobená ze syntetických látek, protože slovo se stalo širším termínem. Mušelín se také často používá jako lemování prošívaných dek, a proto může být často nalezen v širokém výběru materiálu na pokrývky v obchodech s látkou.

### Kulinářství
Mušelín se často využívá i jako filtr:
- v nálevce při přelévání jemných vín, aby se sedliny nedostaly do karafy.
- k oddělení tekutiny od drtiny, tj. při výrobě jablečných džusů – mytí, krájení, rozemílání; filtr při přelévání drtiny na mušelín položí přes džbánek – zrníčka zůstanou v mušelínu.
- při výrobě domácích sýrů, když se mléko srazí, přelévá se přes mušelín a lisuje se mezi dvěma talíři, aby se vylisovala tekutá syrovátka ze sýřeniny (pevné části zůstanou, tekutina odteče)

Mušelín je materiál pro tradiční látku, která se používá k zabalení Vánočního pudingu (puding, který se v USA tradičně podává 25. prosince, původem ze středověké Anglie).
Mušelín obvykle používají včelaři k filtrování v čištění rozteklého včelího vosku.

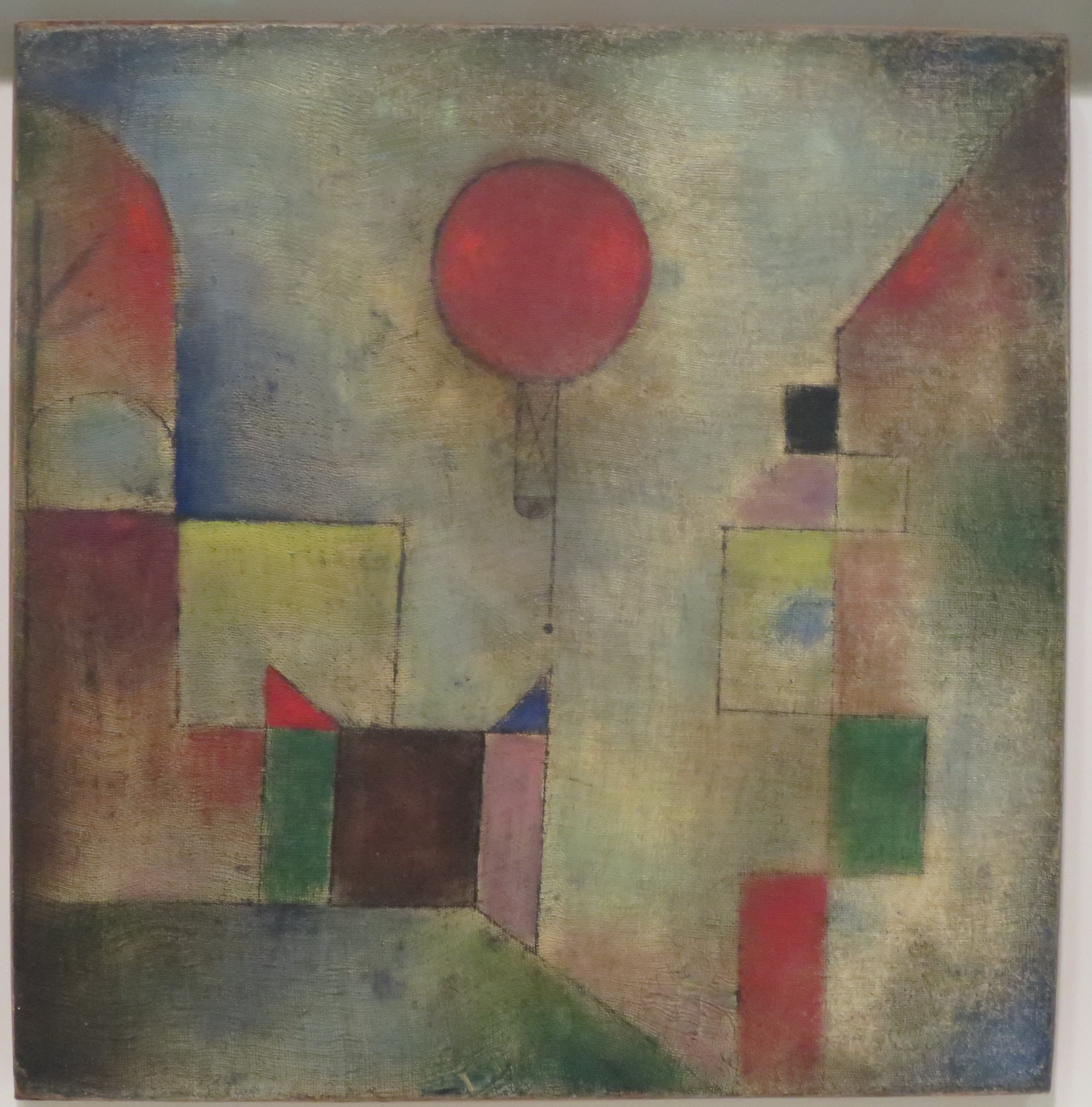
Olejomalba na mušelínovém plátně (Guggenheimovo muzeum, New York)

### Divadlo a fotografie
V divadle se mušelín často používá k přestrojení pozadí a kulis. Dobře přijímá látku a je možné je průsvitné. Velmi dobře drží barvy. Často se proto používá k vytvoření nočních scén, protože když je nabarvený, vypadá zvlněný s lehce se měnící barvou barvou, která se podobá noční obloze. Po nabarvení se mušelín srazí.
Při promítání videa může být mušelín použit jako levné zelené, nebo modré plátno, buď předbarvené, nebo nabarvené latexovou barvou (zředěnou vodou). Mušelín obvykle používají fotografové jako pozadí pro portréty. Často je nabarvený, většinou abstraktními skvrnitými vzory. V dobách němého filmu, od roku 1910, neměla filmová studia propracované osvětlení, potřebné k osvětlení interiérů, takže se mnohdy při interiérových scén stavěly kulisy v přírodě, za použití velkých kusů mušelínu, který rozptyloval světlo.

### Lékařství
Mušelínové obvazy našly uplatnění při neurologických operacích mozku. Prstencovitě se jím omotávají výduti, nebo intrakraniální cévy, kde hrozí krvácení. Záměrem je, aby obvaz posílil cévy a pomáhal předcházet protržení. Často je takto využíván u výdutí, které kvůli své velikosti nebo tvaru nelze mikroskopicky vyříznout nebo svinout.